# Mina Karadžić
Wilhelmina "Mina" Karadžić cyr. Вилхелмина "Мина" Караџић-Вукомановић (ur. 12 lipca 1828 w Wiedniu, zm. 12 czerwca 1894 tamże) – serbska malarka i pisarka, córka Vuka Karadžicia.

## Życiorys
Była jednym z trzynaściorga dzieci Vuka Karadžicia i Belgijki Any Marii Kraus. Dom rodzinny Karadžiciów w Wiedniu odwiedzali znani artyści serbscy, kształcący się w stolicy Austrii. W dzieciństwie uczyła się języka niemieckiego, francuskiego, serbskiego i angielskiego. Gry na fortepianie uczyła się pod kierunkiem Gustava Grosmana, jej nauczycielem był także słoweński językoznawca Jernej Kopitar. W latach 50. XIX w. uczyła się malarstwa w pracowni Friedricha Schillera.
Towarzyszyła swojemu ojcu w czasie jego podróży, pełniąc funkcje sekretarki, a także odwiedzając galerie sztuki w Wenecji, Berlinie i Dreźnie. W maju 1858 r. wspólnie z rodzicami odwiedziła Zemun. W Belgradzie przyjęła wiarę prawosławną, a na chrzcie otrzymała imię Milica. W tym samym roku poślubiła nauczyciela belgradzkiego liceum - Aleksa Vukomanovicia. Z tego związku przyszedł na świat syn Janko, którego Mina wychowywała sama (po śmierci męża w 1859). W 1860 wraz z synem powróciła do Wiednia, gdzie po śmierci ojca opiekowała się ciężko chorą matką.
W 1894 zmarła w Wiedniu na uremię. Jej doczesne szczątki pochowano w Belgradzie, obok męża, a następnie przeniesiono je do wsi Savinac k. Gornjego Milanovaca, gdzie znajdowała się kaplica rodzinna Vukomanoviciów.

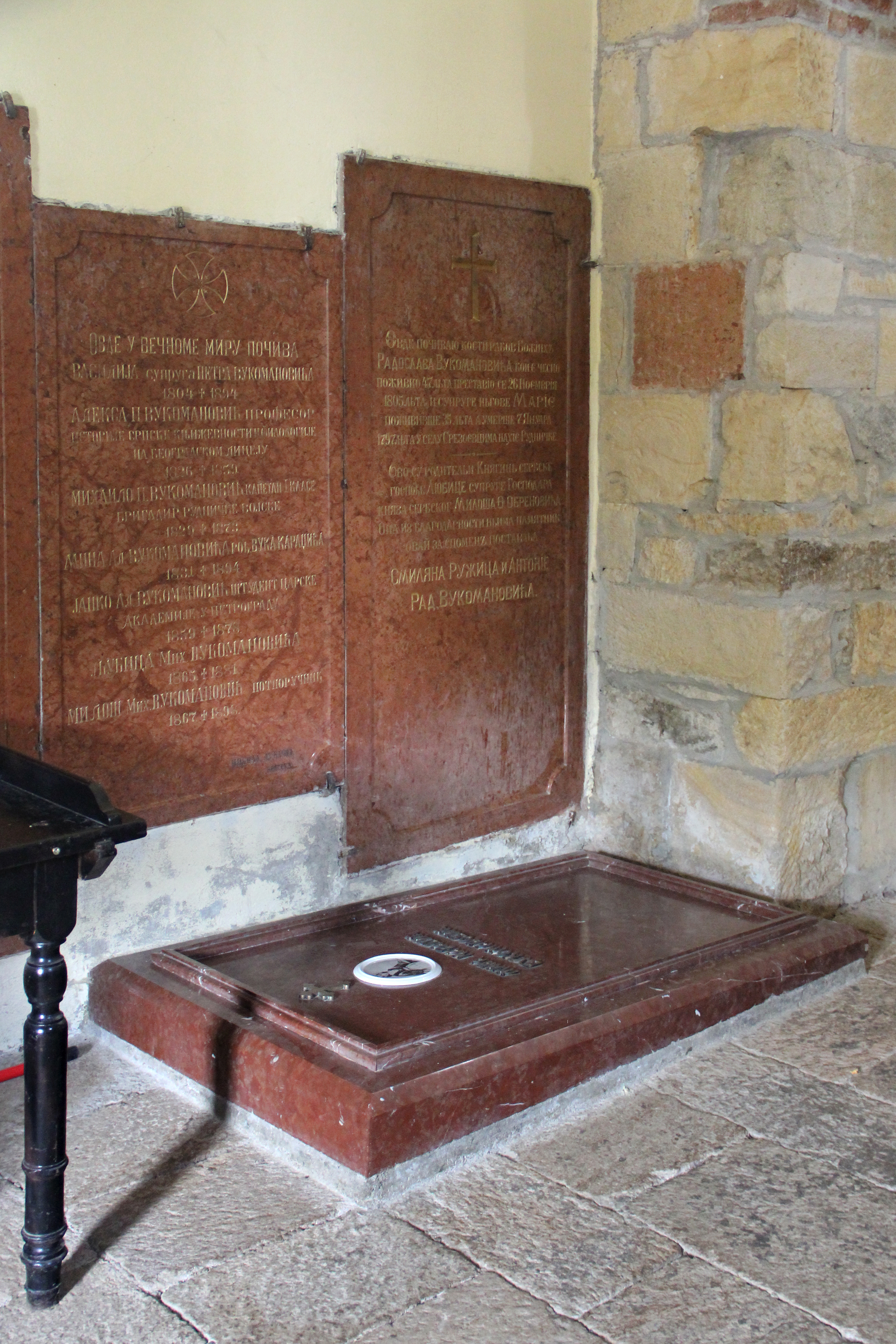
Grób Miny Karadžić w Savinacu

## Twórczość
Dorobek twórczy Miny Karadžić obejmuje ponad 50 obrazów, głównie portretów olejnych, a także obrazów o tematyce religijnej, w większości utrzymanych w konwencji klasycyzmu. Prace są nie podpisane i nie datowane. Karadžić przetłumaczyła na język niemiecki tom serbskich opowieści ludowych. W 1856 napisała wiersz Srce (Serce) poświęcony mężowi.

## Wybrane prace

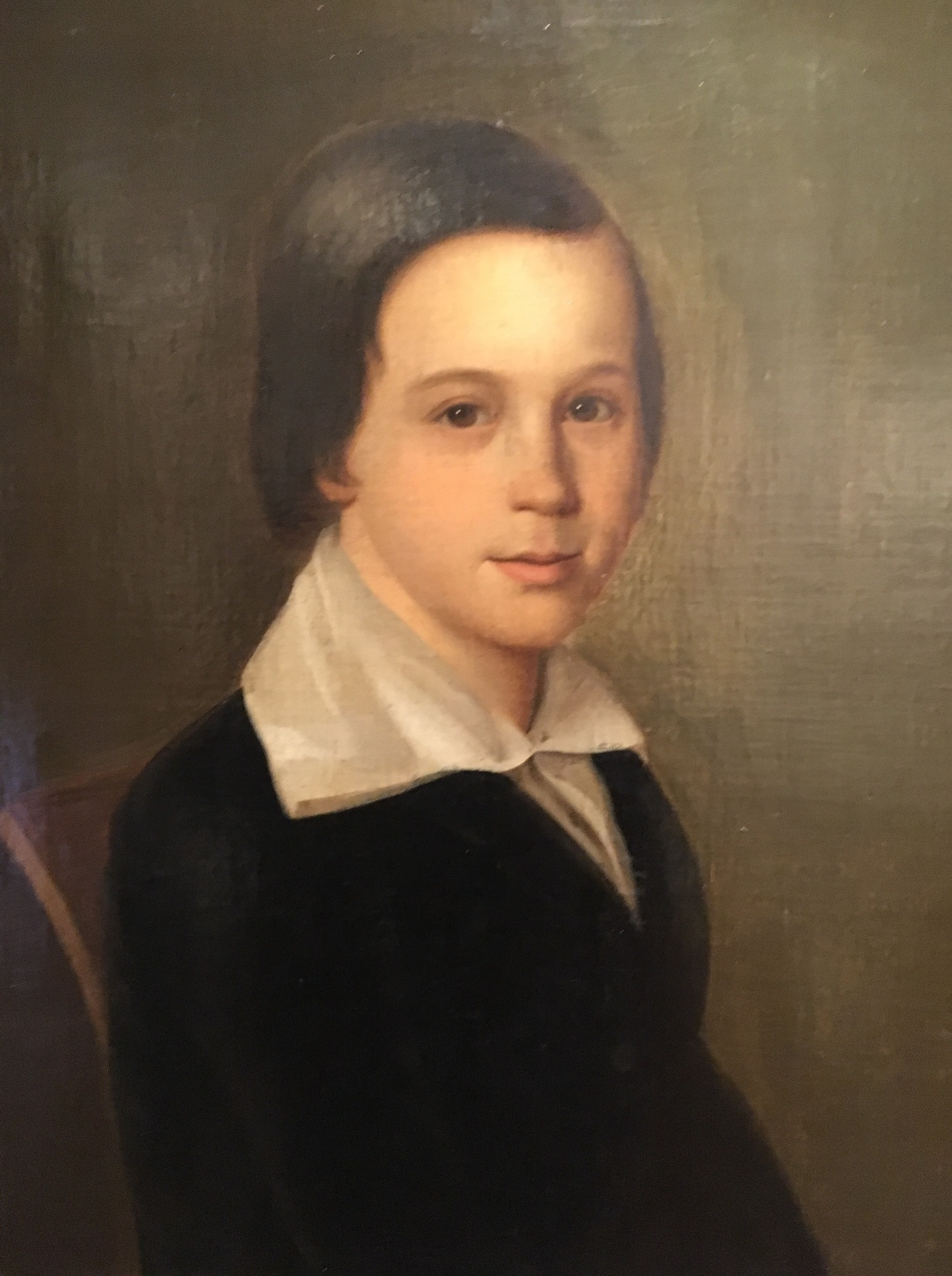
Portret brata Dimitrija
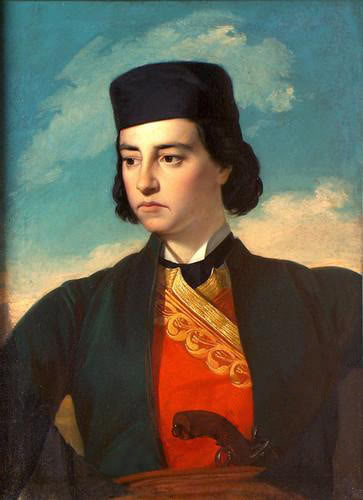
Młody Czarnogórzec
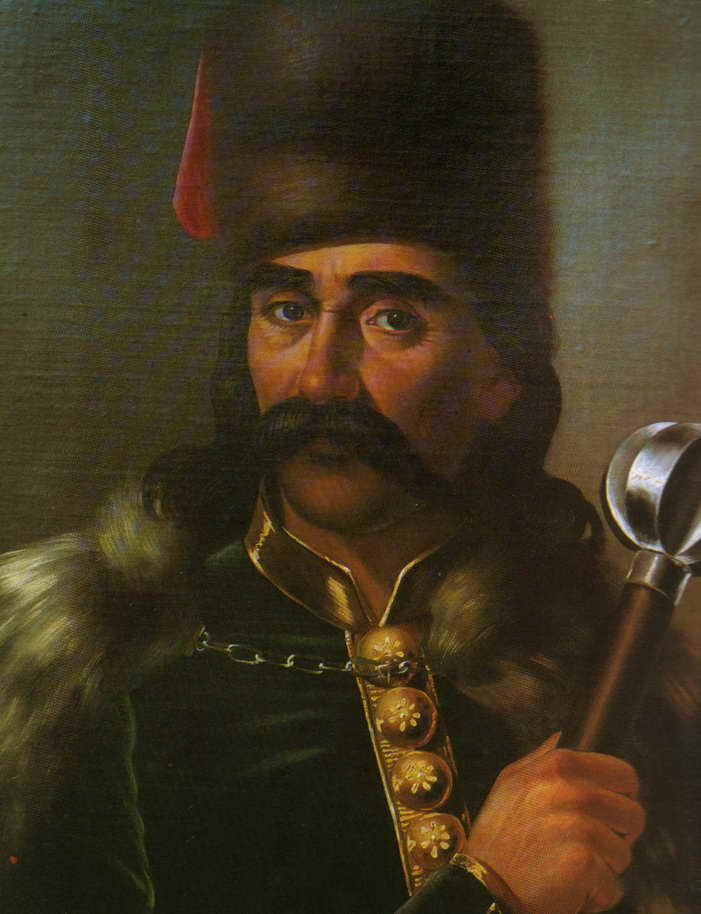
Portret księcia Marko